# Stanislav Moša
Stanislav Moša (* 12. února 1956 Nový Jičín) je český režisér, textař, libretista a od roku 1992 ředitel Městského divadla Brno.
Vystudoval hudebně-dramatický obor Státní konzervatoře v Ostravě a v roce 1983 režii na Janáčkově akademii múzických umění v Brně. V roce 1990 se stal uměleckým šéfem a v roce 1992 ředitelem Městského divadla Brno. Od jeho působení jako uměleckého šéfa zavedl u herců a hereček v Městském divadle Brno termínované smlouvy na jeden rok, které používá i v současnosti. Režíroval více než 120 inscenací a působil i v zahraničí, např. v Německu, Itálii nebo Slovinsku. Je autorem nejen libreta, ale i textů. Jeho nápadem byla realizace Soudobé hudební scény Městského divadla Brno. 
V komunálních volbách v roce 2022 kandidoval jako nestraník za ODS do Zastupitelstva města Brna, a to na kandidátce subjektu „SPOLEČNĚ - ODS a TOP 09“.
V roce 2007 bydlel v Brně-Útěchově.

## Činoherní režie
- A. Cason: Dům se sedmi balkóny
- Jaroslav Hašek: Osudy dobrého vojáka Švejka
- William Shakespeare: Jindřich VIII.
- Vítězslav Nezval: Manon Lescaut
- Noc pastýřů
- Něžný barbar
- Romeo a Julie
- Hamlet aneb Hádala se duše s tělem

## Muzikály
- West Side Story
- Jesus Christ Superstar
- Josef a jeho úžasný pestrobarevný plášť
- Čarodějky z Eastwicku
- My Fair Lady
- Radúz a Mahulena
- Sugar! (Někdo to rád horké)
- Sny svatojánských nocí

## Ocenění
- 2020 – Cena města Brna za rok 2019 za jeho přínos v oblasti dramatického umění[5]